# ليثوفراجما
ليثوفراغما (بالإنجليزية: Lithophragma) هو جنس من النباتات المزهرة يتبع فصيلة الساكسفراجية (Saxifragaceae). تُعرف هذه النباتات عمومًا باسم "الظل الدقيق" أو "شبح الغسق". معظم أنواع هذا الجنس موطنها الساحل الغربي لأمريكا الشمالية. وهي نباتات معمرة تنمو من جذامير، وتنتج سيقانًا منتصبة تحمل أزهارًا ناعمة ومفصصة بيضاء إلى وردية، مع عدد من الأوراق المسننة على طول قاعدة الساق.
تُظهر الدراسات الجينية أن العديد من الأنواع داخل هذا الجنس تتكاثر عن طريق الأبصال بدلاً من البذور. على سبيل المثال، يُظهر نوع Lithophragma parviflorum تكيفًا مع التلقيح بواسطة عثة طفيلية متخصصة تُعرف باسم Greya politella، مما يجعله من الأمثلة المثيرة للاهتمام على التطور المشترك بين النباتات والمُلقحات.

## الأنواع المعروفة
الأنواع المعروفة حاليًا ضمن هذا الجنس تشمل:
- Lithophragma affine

- Lithophragma austromontana

- Lithophragma bolanderi

- Lithophragma cymbalaria

- Lithophragma glabrum

- Lithophragma heterophyllum

- Lithophragma maximum

- Lithophragma parviflorum

- Lithophragma tenellum

- Lithophragma thompsonii

- Lithophragma trifoliatum

## روابط خارجية
- ليثوفراغما في موسوعة جيبسون – جامعة كاليفورنيا بيركلي

- ليثوفراغما في قاعدة بيانات وزارة الزراعة الأمريكية